# Домінго Сісма
Домінго Сісма Гонсалес (ісп. Domingo Cisma González; 9 лютого 1982, Севілья, Іспанія) — колишній іспанський футболіст, захисник.

## Життєпис
Домінго Сісма починав кар'єру в команді Аямонте, в четвертому за силою дивізіоні Іспанії. 2003 року його запросили до «Атлетіко Мадрид Б», однак пробитися в основу «матрацників» він так і не зумів. Чотири сезони (з перервою) провів у клубі «Альмерія». Один сезон в «Нумансії» і два сезони в «Расінгу». Влітку 2012 року перейшов до «Атлетіко Мадрид». 22 грудня 2012 дебютував за матрацників у чемпіонаті Іспанії у матчі проти «Сельти».
2017 року через травми завершив ігрову кар'єру.
16 лютого 2018 Сісму призначено головним тренером клубу Морон, що виступає в регіональному дивізіоні Андалусії.

## Досягнення
- Володар Кубка Іспанії: 2012—2013